# Pseudostomella cataphracta
Pseudostomella cataphracta is een buikharige uit de familie Thaumastodermatidae. Het dier komt uit het geslacht Pseudostomella. Pseudostomella cataphracta werd in 1970 voor het eerst wetenschappelijk beschreven door Ruppert. 